# Sarah Luebbert
Sarah Jacquelin Luebbert (* 16. Dezember 1997 in Jefferson City, Missouri) ist eine US-amerikanische Fußballspielerin, die in der Sturmreihe agiert.

## Laufbahn
Luebbert besuchte die Jefferson City High School und spielte zu dieser Zeit für den Saint Louis Scott Gallagher Soccer Club, für den sie insgesamt 53 Tore erzielte. Anschließend wechselte sie zu den Missouri Tigres, für die sie zwischen 2016 und 2019 insgesamt 29 Tore erzielte.
Von 2020 bis 2022 stand Luebbert bei den Chicago Red Stars unter Vertrag, für die sie in 24 Spielen zum Einsatz kam und zwei Tore erzielte.
Nachdem sie bereits in der Saison 2021/22 auf Leihbasis für den Club América Femenil gespielt hatte, wurde sie für die Clausura 2023 an den mexikanischen Verein verkauft und spielt seither in der Liga MX Femenil. In den anderthalb Jahren, seit sie beim Club América unter Vertrag steht (Anfang 2023 bis Saisonende 2023/24), absolvierte sie 39 Punktspiele und erzielte 14 Treffer. Besonders treffsicher zeigte Luebbert sich in den Liguillas der Clausura 2024. Im Viertelfinale steuerte sie sowohl im Hin- als auch im Rückspiel je einen Treffer zu den Siegen (2:0 und 4:1) gegen den Erzrivalen Chivas Femenil bei und traf zweimal beim 3:1-Hinspielsieg im Halbfinale gegen den Rekordmeister Tigres Femenil.

## Erfolge
- Mexikanischer Frauenfußballmeister: Clausura 2023